# تیموتی هریس
تیموتی هریس (انگلیسی: Timothy Harris؛ زادهٔ ۶ دسامبر ۱۹۶۴) سیاست‌مدار اهل سنت کیتس و نویس است. وی از ۱۸ فوریه ۲۰۱۵ نخست‌وزیر این کشور است.